# Хейлетиеллёз
Хейлетиеллёз (Хейлетиоз, Cheiletiosis, Cheyletiellosis) — акариаз собак, кошек, кроликов, иногда поражающий человека.

## Этиология
Хейлетиоз домашних животных является высококонтагиозным заболеванием. Возможно заражение человека хейлетиеллами собак и кошек (см. ниже), при котором у человека развиваются кожные заболевания (пруриго, папулёзные поражения и др.).
Возбудителем болезни являются клещи Cheyletiella yasguri (Smiley, 1965) и Cheyletiella blakei (Smiley, 1970), которые относятся к типу Arthropoda, кл. Arachnida, отр. Acariformes; п/отр. Trombidiformes, н/сем. Cheyletoidea, сем. Cheyletidae, роду Cheyletiella. Это мелкие клещи овальной формы. Взрослые клещи приблизительно 0.385 мм длиной. Гнатосома у них четко обособлена от тела, имеет вид конуса и плотные покровы. По бокам от неё располагаются крупные щупальца (пальпы) с 5 подвижно соединенными члениками, заканчивающимися когтевидными выростами. Две пары передних конечностей несколько удалены от двух пар задних. Лапки 1 пары ног не имеют коготков. На спинной стороне тела у самок один, а у самцов два гладких трапециевидных щита. Они слабо хитинизированы, желтовато-белого цвета. Краевые щетинки покрыты волосками. У самца половое отверстие расположено в задней половине на спинной стороне тела, а у самки открывается крупной продольной щелью на брюшной стороне.
На коже кошки, особенно в районе шеи и у основания ушей, часто (но не всегда) можно нащупать и увидеть красноватые сухие прыщики, шелушение кожи и перхоть. Эта перхоть содержит живых клещей, и потому болезнь иногда обозначается как "бродячая перхоть". Клещ исключительно заразен.
Люди, пораженные клещом, жалуются на сильно зудящие высыпания, которые сгруппированы или разбросаны по передней поверхности рук и ног, груди и живота, то есть там, где был контакт с животным. Красные папулы могут трансформироваться в пузырьки, гнойнички и даже подвергаться некрозу. Тяжесть и площадь распространения сыпи зависят от длительности контакта с животным.
Паразит может переходить на человека и кусать его, как блоха, но долго на нём не удерживается и не живёт.

## Инфекция Cheyletiella yasguri
Клещи Cheiletiella yascuri паразитируют у собак. Длина 0,25-0,5 мм светло-жёлтого цвета. Эктопаразиты кожи, питаются тканевой жидкостью и лимфой собаки. У поражённых данной инфекцией собак шерстяной покров на шее, ушах и спине становится редким, плохо держится на коже. Собаки сильно расчёсывают очаги поражения. На поражённых участках кожи наблюдаются поверхностные воспаления, гнойнички, сыпь, чешуйки, корки и гиперпигментация кожного покрова.
C. yascuri поражает и кошек. На шее, на спине и боках наблюдаются сухие чешуйки, пруригинозный дерматит, умеренный зуд.

## Инфекция Cheyletiella blakei
Cheyletiella blakei, эктопаразитический клещ домашних кошек, может вызвать постоянный чрезвычайно раздражающий дерматоз у восприимчивых людей, имеющих тесный контакт с заражёнными кошками.
Борьба с заболеванием включает санацию домашних животных и контактировавших с ними животных, а также оздоровление окружающей среды. Пациенту требуется только симптоматическое лечение. Диагноз ставится после обследования животного и обнаружения возбудителя в соскобе.

## Инфекция Cheyletiella parasitovorax
Cheyletiella parasitovorax паразитирует на кроликах, кошках, собаках и человеке. У людей вызывают раздражение кожи, зуд и открытые повреждения.
Лечение симптоматическое. Прогноз благоприятный. Болезнь регрессирует примерно за 3 недели при условии отсутствия контакта с больным животным, так как клещ не размножается на человеке.